# Billy-Montigny
Billy-Montigny är en kommun i departementet Pas-de-Calais i regionen Hauts-de-France i norra Frankrike. Kommunen ligger i kantonen Noyelles-sous-Lens som tillhör arrondissementet Lens. År 2022 hade Billy-Montigny 8 027 invånare.

## Befolkningsutveckling
Antalet invånare i kommunen Billy-Montigny
| Referens: INSEE |